# فرانسيسكو بونيال
فرانسيسكو بونال (بالإسبانية: Francisco Puñal)‏ (مواليد 6 سبتمبر 1975 في بنبلونة - إسبانيا) لاعب كرة قدم إسباني سابق كان يلعب لصالح نادي الدرجة الأولى أوساسونا الإسباني منذ 1996 وحتى 2014 في مركز الوسط المدافع.

## روابط خارجية
- فرانشيسكو بونيال على موقع قاعدة بيانات كرة القدم.إي يو (الإنجليزية)
- فرانشيسكو بونيال على موقع Soccerway.com (الإنجليزية)
- فرانشيسكو بونيال على موقع AS.com (الإسبانية)